# Bacanius bougainvillei
Bacanius bougainvillei är en skalbaggsart som beskrevs av Yves Gomy 1976. Bacanius bougainvillei ingår i släktet Bacanius och familjen stumpbaggar. Inga underarter finns listade i Catalogue of Life.